# Aleksandr Miedwied
Aleksandr Wasiljewicz Miedwied (ros. Александр Васильевич Медведь; ur. 16 września 1937 w Białej Cerkwi, zm. 2 września 2024 w Mińsku) – radziecki zapaśnik. Trzykrotny złoty medalista olimpijski.
Urodził się w Ukraińskiej Socjalistycznej Republice Radzieckiej. Walczył w stylu wolnym. Po ukończeniu szkoły średniej wyjechał do pracy w fabryce. Po dwóch latach pracy, Miedwied poszedł służyć w armii. Uchodzi za jednego z najwybitniejszych zapaśników w historii, zdominował kategorie w których startował. Zdobywał tytuły mistrza świata w trzech kategoriach (łącznie siedem) i Europy (łącznie trzy), trzykrotnie zwyciężał w igrzyskach w Tokio, Meksyku i Monachium.
Po zakończeniu kariery sportowej pracował naukowo w Instytucie Radiotechniki w Mińsku. Podczas IO 80 (w Moskwie) składał przysięgę olimpijską w imieniu sędziów. Zasiadał w białoruskim komitecie olimpijskim (był jego wiceprzewodniczącym). Był także trenerem kadry zapaśników w stylu wolnym.
Napisał dwie książki Sowierszenstwowanije podgotowki mastierow sportiwnoj bor´by (1985) i Fiziczeskoje wospitanije studientow osnownogo otdielenija (1997).

## Starty olimpijskie[1]
Tokio 1964
- kategoria 87–97 kg – złoto

Meksyk 1968
- kategoria powyżej 97 kg (ciężka, wówczas najwyższa) – złoto

Monachium 1972
- kategoria powyżej 100 kg (superciężka) – złoto

## Wyróżnienia
2014 – Medal „Serce Ziemi”